# گلستان (تاجیکستان)
گلستان (به تاجیکی: гулистон) شهرکی در شمال‌غربی تاجیکستان است. این شهرک در ناحیهٔ باباجان غفورف ولایت سغد واقع شده‌است.
جمعیت گلستان در سال ۲۰۰۷ میلادی، ۱۲٬۵۰۰ نفر تخمین زده می‌شد.
تا پیش از سال ۲۰۱۶ میلادی، نام این شهرک، قیراق‌قوم (به تاجیکی: Қайроққум) بوده‌است. در‌ آن سال٬ دریاچهٔ سد قیراق‌قوم به «بحر تاجیک» تغییر نام داده شد، و نام شهرک قیراق‌قوم نیز به گلستان تغییر یافت.